# Marathon van Nagano 2001
De marathon van Nagano 2001 vond plaats op zondag 15 april 2001 in de Japanse stad Nagano. Het was de derde editie van deze marathon.
De zege bij de mannen ging naar de Keniaan Maxwell Musembi in 2:12.20, die bijna vier minuten sneller was dan nummer twee, Toshinari Suwa uit Japan, die in 2:16.18 over de streep kwam. Bij de vrouwen won de Japanse Akiyo Onishi in 2:31.20. Zij had een voorsprong van 45 seconden op haar landgenote Chihiro Tanaka, die finishte in 2:32.05.

## Uitslagen

### Mannen
| rang   | naam               | land | tijd    |
| ------ | ------------------ | ---- | ------- |
| Goud   | Maxwell Musembi    | KEN  | 2:12.20 |
| Zilver | Toshinari Suwa     | JPN  | 2:16.18 |
| Brons  | Masamoto Kobayashi | JPN  | 2:16.51 |
| 4      | Yukiyasu Ogura     | JPN  | 2:17.03 |
| 5      | Abraham Assefa     | ETH  | 2:17.03 |
| 6      | Hideaki Numajiri   | JPN  | 2:17.04 |
| 7      | Kenji Nagai        | JPN  | 2:17.17 |
| 8      | Takahiro Sunada    | JPN  | 2:17.42 |
| 9      | Satoshi Osaki      | JPN  | 2:18.25 |
| 10     | Osamu Shimokawa    | JPN  | 2:18.32 |
| 11     | Toshiyuki Higuchi  | JPN  | 2:18.36 |
| 12     | Tsutomu Irino      | JPN  | 2:19.01 |
| 13     | Hiroyuki Morita    | JPN  | 2:19.17 |
| 14     | Waldemar Glinka    | POL  | 2:19.31 |

### Vrouwen
| rang   | naam               | land | tijd    |
| ------ | ------------------ | ---- | ------- |
| Goud   | Akiyo Onishi       | JPN  | 2:31.20 |
| Zilver | Chihiro Tanaka     | JPN  | 2:32.05 |
| Brons  | Natalia Galushko   | BLR  | 2:32.51 |
| 4      | Hideko Yoshimura   | JPN  | 2:37.49 |
| 5      | Mayumi Anan        | JPN  | 2:45.18 |
| 6      | Tomoko Sugano      | JPN  | 2:45.33 |
| 7      | Georgia Ambatzidou | GRE  | 2:46.52 |
| 8      | Satomi Ogino       | JPN  | 2:48.37 |
| 9      | Sayuri Orito       | JPN  | 2:49.06 |
| 10     | Hifumi Fukuyasu    | JPN  | 2:49.26 |
| 11     | Kumiko Fukuzawa    | JPN  | 2:51.19 |

Shinmai-periode:

1958 ·
1959 ·
1960 ·
1961 ·
1962 ·
1963 ·
1964 ·
1965 ·
1966 ·
1967 ·
1968 ·
1969 ·
1970 ·
1971 ·
1972 ·
1973 ·
1974 ·
1975 ·
1976 ·
1977 ·
1978 ·
1979 ·
1980 ·
1981 ·
1982 ·
1983 ·
1984 ·
1985 ·
1986 ·
1987 ·
1988 ·
1989 ·
1990 ·
1991 ·
1992 ·
1993 ·
1994 ·
1995 ·
1996 ·
1997 ·
1998

Nagano-periode:

1999 ·
2000 ·
2001 ·
2002 ·
2003 ·
2004 ·
2005 ·
2006 ·
2007 ·
2008 ·
2009 ·
2010 ·
2011 ·
2012 ·
2013 ·
2014 ·
2015 ·
2016 ·
2017